# Albert Sambi Lokonga
Albert Mboyo Sambi Lokonga, plus connu comme Albert Sambi Lokonga ou Sambi Lokonga, né le 22 octobre 1999 à Verviers en Belgique, est un footballeur international belge qui joue au poste de milieu de terrain à l'Arsenal FC.

## Biographie

### En club

#### RSC Anderlecht (2017-2021)
Né à Verviers en Belgique, Albert Sambi Lokonga est formé au RSC Anderlecht. Le 10 novembre 2017, il signe son premier contrat professionnel avec son club formateur.
Le 22 décembre 2017, lors de la 20e journée de championnat, il joue son premier match avec l'équipe première du RSC Anderlecht contre la KAS Eupen. Lors de ce match, son équipe s'impose par un but à zéro.
Lors de la saison 2018-2019, il participe à la phase de groupe de la Ligue Europa avec le RSC Anderlecht. Le 2 novembre 2018, face à Fenerbahçe, il joue ainsi son premier match de coupe d'Europe. Lors de ce match, son équipe s'incline sur le score de deux buts à zéro ce jour-là.
Le 25 novembre 2019, il prolonge son contrat avec son club formateur jusqu'en 2023.

#### Arsenal FC (depuis 2021)
Le 19 juillet 2021, il signe son contrat d'une durée de cinq ans avec Arsenal FC. Il portera le numéro 23 et le transfert est estimé à 22 millions d'euros bonus compris,.
Le 31 janvier 2023, dans les derniers instants du mercato hivernal, il est prêté pour une durée de six mois soit jusqu'à la fin de saison avec Crystal Palace. Il est parti pour gagner du temps de jeu et sera sous les ordres de Patrick Vieira.

#### Prêts
Le 31 janvier 2023, Albert Sambi Lokonga est prêté par Arsenal à Crystal Palace jusqu'à la fin de la saison.
Le 1er septembre 2023, Sambi Lokonga est de nouveau prêté, cette fois-ci au promu Luton Town pour la durée d'une saison.
Samni Lokonga découvre un nouveau championnat lors de la saison 2024-2025, au Séville FC, lors d'un nouveau prêt assorti d'une option d'achat de 12 millions d'euros, annoncé le 15 juillet 2024. 

### En sélections nationales
Il reçoit sa première sélection avec les espoirs le 6 septembre 2019, face au Pays de Galles. Ce match perdu 1-0 rentre dans le cadre des éliminatoires de l'Euro espoirs 2021. C'est contre cette même équipe qu'il inscrit ses deux premiers buts avec les espoirs, le 9 octobre 2020, contribuant ainsi à la large victoire des Belges (5-0).
Bien qu'il soit sélectionnable pour l'équipe de République démocratique du Congo, il privilégie la Belgique, qu'il considère comme la prochaine étape dans sa carrière. Il est appelé pour la première fois en équipe senior par Roberto Martínez le 19 mars 2021. Il honore finalement sa première sélection avec l'équipe nationale de Belgique le 2 septembre 2021, lors d'un match des éliminatoires de la Coupe du monde 2022 face à l'Estonie. Il entre en jeu ce jour-là à la place d'Eden Hazard et son équipe s'impose par cinq buts à deux,.
Après deux ans et demi d'absence, Sambi est rappelé par Domenico Tedesco, le 11 novembre 2024, afin de pallier de nombreuses absences   et décroche sa deuxième cape lors de la rencontre face à Israël, le 17 novembre 2024, lorsqu'il entre en jeu à la place de Arthur Vermeeren à la 67e minute (défaite, 1-0).

## Statistiques

### En club
| Saison                | Club                     | Championnat           | Championnat | Championnat | Championnat | Coupe nationale | Coupe nationale | Coupe nationale | Coupe de la Ligue | Coupe de la Ligue | Coupe de la Ligue | Compétition(s) continentale(s) | Compétition(s) continentale(s) | Compétition(s) continentale(s) | Compétition(s) continentale(s) | Autres compétitions | Autres compétitions | Autres compétitions | Autres compétitions | Total | Total | Total |
| Saison                | Club                     | Division              | M.          | B.          | P.d.        | M.              | B.              | P.d.            | M.                | B.                | P.d.              | Comp.                          | M.                             | B.                             | P.d.                           | Comp.               | M.                  | B.                  | P.d.                | M.    | B.    | P.d.  |
| 2017-2018             | RSC Anderlecht           | Division 1A           | 5           | 0           | 0           | -               | -               | -               | -                 | -                 | -                 | C1                             | 0                              | 0                              | 0                              | PO1                 | 2                   | 0                   | 0                   | 7     | 0     | 0     |
| 2018-2019             | RSC Anderlecht           | Division 1A           | 6           | 0           | 0           | 0               | 0               | 0               | -                 | -                 | -                 | C3                             | 2                              | 0                              | 0                              | PO1                 | -                   | -                   | -                   | 8     | 0     | 0     |
| 2019-2020             | RSC Anderlecht           | Division 1A           | 23          | 0           | 3           | 3               | 0               | 1               | -                 | -                 | -                 | -                              | -                              | -                              | -                              | -                   | -                   | -                   | -                   | 26    | 0     | 4     |
| 2020-2021             | RSC Anderlecht           | Division 1A           | 27          | 3           | 2           | 4               | 0               | 1               | -                 | -                 | -                 | -                              | -                              | -                              | -                              | PO1                 | 6                   | 0                   | 0                   | 37    | 3     | 3     |
| Sous-total            | Sous-total               | Sous-total            | 61          | 3           | 5           | 7               | 0               | 2               | -                 | -                 | -                 | -                              | 2                              | 0                              | 0                              | -                   | 8                   | 0                   | 0                   | 78    | 3     | 7     |
| 2021-2022             | Arsenal FC               | Premier League        | 19          | 0           | 0           | 1               | 0               | 0               | 4                 | 0                 | 0                 | -                              | -                              | -                              | -                              | -                   | -                   | -                   | -                   | 24    | 0     | 0     |
| 2022-2023             | Arsenal FC               | Premier League        | 6           | 0           | 0           | 2               | 0               | 0               | 1                 | 0                 | 0                 | C3                             | 6                              | 0                              | 0                              | -                   | -                   | -                   | -                   | 15    | 0     | 0     |
| Sous-total            | Sous-total               | Sous-total            | 25          | 0           | 0           | 3               | 0               | 0               | 5                 | 0                 | 0                 | -                              | 6                              | 0                              | 0                              | -                   | -                   | -                   | -                   | 39    | 0     | 0     |
| 2022-2023             | Crystal Palace FC (prêt) | Premier League        | 9           | 0           | 0           | -               | -               | -               | -                 | -                 | -                 | -                              | -                              | -                              | -                              | -                   | -                   | -                   | -                   | 9     | 0     | 0     |
| 2023-2024             | Luton Town (prêt)        | Premier League        | 17          | 1           | 3           | 2               | 0               | 0               | -                 | -                 | -                 | -                              | -                              | -                              | -                              | -                   | -                   | -                   | -                   | 19    | 1     | 3     |
| 2024-2025             | Séville FC (prêt)        | Liga                  | 22          | 0           | 2           | 1               | 0               | 0               | -                 | -                 | -                 | -                              | -                              | -                              | -                              | -                   | -                   | -                   | -                   | 23    | 0     | 2     |
| Total sur la carrière | Total sur la carrière    | Total sur la carrière | 134         | 4           | 10          | 13              | 0               | 2               | 5                 | 0                 | 0                 | -                              | 8                              | 0                              | 0                              | -                   | 8                   | 0                   | 0                   | 168   | 4     | 12    |

### En sélections nationales
| Saison                | Sélection             | Phases finales        | Phases finales | Phases finales | Phases finales | Éliminatoires CDM | Éliminatoires CDM | Éliminatoires CDM | Éliminatoires EURO | Éliminatoires EURO | Éliminatoires EURO | Ligue des Nations | Ligue des Nations | Ligue des Nations | Matchs amicaux | Matchs amicaux | Matchs amicaux | Total | Total | Total |
| Saison                | Sélection             | Compétition           | M              | B              | Pd             | M                 | B                 | Pd                | M                  | B                  | Pd                 | M                 | B                 | Pd                | M              | B              | Pd             | M     | B     | Pd    |
| --------------------- | --------------------- | --------------------- | -------------- | -------------- | -------------- | ----------------- | ----------------- | ----------------- | ------------------ | ------------------ | ------------------ | ----------------- | ----------------- | ----------------- | -------------- | -------------- | -------------- | ----- | ----- | ----- |
| 2021-2022             | Belgique              | -                     | -              | -              | -              | 1                 | 0                 | 0                 | -                  | -                  | -                  | -                 | -                 | -                 | 0              | 0              | 0              | 1     | 0     | 0     |
| 2024-2025             | Belgique              | -                     | -              | -              | -              | -                 | -                 | -                 | -                  | -                  | -                  | 1                 | 0                 | 0                 | -              | -              | -              | 1     | 0     | 0     |
| Total sur la carrière | Total sur la carrière | Total sur la carrière | -              | -              | -              | 1                 | 0                 | 0                 | -                  | -                  | -                  | 1                 | 0                 | 0                 | 0              | 0              | 0              | 2     | 0     | 0     |

### Matchs internationaux
| Matchs internationaux d'Albert Sambi Lokonga, | Matchs internationaux d'Albert Sambi Lokonga, | Matchs internationaux d'Albert Sambi Lokonga, | Matchs internationaux d'Albert Sambi Lokonga, | Matchs internationaux d'Albert Sambi Lokonga, | Matchs internationaux d'Albert Sambi Lokonga, | Matchs internationaux d'Albert Sambi Lokonga, | Matchs internationaux d'Albert Sambi Lokonga,                       |
| #                                             | Date                                          | Lieu                                          | Adversaire                                    | Résultat                                      | Compétition                                   | Club                                          | Notes                                                               |
| --------------------------------------------- | --------------------------------------------- | --------------------------------------------- | --------------------------------------------- | --------------------------------------------- | --------------------------------------------- | --------------------------------------------- | ------------------------------------------------------------------- |
| 1                                             | 2 septembre 2021                              | A. Le Coq Arena, Tallinn, Estonie             | Estonie                                       | V 5 - 2                                       | Éliminatoires de la Coupe du monde 2022       | Arsenal FC                                    | Entre en jeu à la place de Eden Hazard à la 74e minute de jeu.      |
| 2                                             | 17 novembre 2024                              | Bozsik Aréna (en), Budapest, Hongrie          | Israël                                        | D 0 - 1                                       | Ligue des nations 2024-2025                   | Séville FC                                    | Entre en jeu à la place de Arthur Vermeeren à la 67e minute de jeu. |

## Vie privée
Il est le frère de Paul-José M'Poku, également footballeur professionnel et ancien joueur du Standard de Liège.